# Viviana del Ángel
Viviana del Ángel (5 de diciembre de 1999, Veracruz, México) es una clavadista mexicana, obtuvo la primera medalla en la historia de México en la modalidad de equipo mixto en el Campeonato Mundial de Natación FINA (Budapest, 2017).

## Carrera deportiva
Del Ángel es una clavadista veracruzana que ha representado a México en competencias a nivel internacional. Actualmente tiene una larga trayectoria, sus principales logros son:

#### Grand Prix Rostock, Alemania 2018
- , Medalla de plata: 10 metros plataforma individual
- , Medalla de plata: 10 metros plataforma sincronizada

#### Campeonato Nacional, CDMX 2018
- , Medalla de oro: 10 mentos en plataforma individual

Copa del Mundo, Wu Han - China 2018
- 5.º lugar : 10 metros plataforma individual

Juegos Centroamericanos y del Caribe, Barranquilla- Colombia 2018
- , Medalla de plata: 10 metros plataforma individual

Campeonato Mundial de Natación FINA, Budapest 2017
- , Medalla de plata: 10 metros equipo mixto
- , Medalla de plata: 3 metros equipo mixto

Campeonato Panamericano Junior 2017
- , Medalla de plata: 10 metros plataforma individual
- , Medalla de plata: 3 metros trampolín individual

Campeonato Nacional
- , Medalla de plata: 10 metros de sincronizados

## Serie Mundial
Bejing, China
- Finalista : 10 metros plataforma individual.

Guanzhou, China
- , Medalla de plata: 10 metros plataforma individual.

Kazan, Rusia
- , Medalla de bronce: 10 metros plataforma individual

Windsor, Canadá
- Finalista: 10 metros plataforma individual.